# BE Circuit 2025
Der BE Circuit 2025 ist die 39. Auflage dieser europäischen Turnierserie im Badminton.

## Die Wertungsturniere
| KW | Datum               | Veranstaltung                          | Ort              | Kategorie               |
| -- | ------------------- | -------------------------------------- | ---------------- | ----------------------- |
| 2  | 9. - 12. Januar     | Estonian International 2025            | Tallinn          | International Series    |
| 3  | 16. - 19. Januar    | Swedish Open 2025                      | Uppsala          | International Series    |
| 4  | 23. - 26. Januar    | Iceland International 2025             | Reykjavík        | Future Series           |
| 10 | 5. - 9. März        | Portugal International 2025            | Caldas da Rainha | International Series    |
| 11 | 13. - 16. März      | Dutch International 2025               | Wateringen       | International Series    |
| 12 | 19. - 23. März      | Polish Open 2025                       | Łódź             | International Challenge |
| 17 | 24. - 27. April     | Malta International 2025               | Cospicua         | Future Series           |
| 18 | 1. - 4. Mai         | Luxembourg Open 2025                   | Luxemburg        | International Series    |
| 19 | 7. - 10. Mai        | Slovak Open 2025                       | Bratislava       | Future Series           |
| 19 | 8. - 11. Mai        | Denmark International Challenge 2025   | Farum            | International Challenge |
| 20 | 14. - 18. Mai       | Slovenia Open 2025                     | Maribor          | International Series    |
| 21 | 22. - 25. Mai       | Austrian Open 2025                     | Graz             | International Series    |
| 22 | 28. - 31. Mai       | Bonn International 2025                | Bonn             | Future Series           |
| 23 | 5. - 8. Juni        | Lithuanian International 2025          |                  | Future Series           |
| 24 | 11. - 15. Juni      | Latvia International 2025              | Riga             | Future Series           |
| 25 | 19. - 22. Juni      | Czech International Future Series 2025 | České Budějovice | Future Series           |
| 26 | 25. - 29. Juni      | Italian Open 2025                      | Bolzano          | International Series    |
| 27 | 3. - 6. Juli        | Future Series Nouvelle-Aquitaine 2025  | Pessac           | Future Series           |
| 36 | 4. - 7. September   | Slovenia Future Series 2025            | Ljubljana        | Future Series           |
| 38 | 18. - 21. September | Polish International 2025              | Lublin           | International Series    |
| 40 | 1. - 5. Oktober     | Dutch Open 2025                        | ’s-Hertogenbosch | International Challenge |
| 40 | 2. - 5. Oktober     | Bulgarian International 2025           | Sofia            | Future Series           |
| 41 | 8. - 12. Oktober    | Türkey International 2025              | Istanbul         | International Challenge |
| 42 | 16. - 19. Oktober   | Czech Open 2025                        | Prag             | International Challenge |
| 44 | 29. - 1. November   | Hungarian International 2025           | Budapest         | International Series    |
| 46 | 12. - 15. November  | Irish Open 2025                        | Dublin           | International Challenge |